# Heistesoo
Heistesoo – wieś w Estonii, w prowincji Hiuma, w gminie Kõrgessaare.
W 2012 roku wieś liczyła 1 mieszkańca; w październiku 2010 i w grudniu 2009 również.